# Opuntia conjungens
Opuntia conjungens ist eine Pflanzenart in der Gattung der Opuntien (Opuntia) aus der Familie der Kakteengewächse (Cactaceae). Das Artepitheton conjungens stammt aus dem Lateinischen, bedeutet ‚verbunden‘ und verweist auf die einer gemeinsamen Basis entspringenden Zweige der Art.

## Beschreibung
Opuntia conjungens wächst strauchig, ist von der Basis her reich verzweigt und erreicht Wuchshöhen von bis zu 1 Meter. Die grünen zylindrischen, gehöckerten Triebabschnitte sind bis zu 40 Zentimeter lang und 1 bis 2 Zentimeter im Durchmesser. Die kreisrunden Areolen sind grau, die kurzen Glochiden weiß. Die bis zu zehn nadeligen Dornen sind weiß und 1 bis 3 Zentimeter lang. 
Die einzeln erscheinenden gelblichen Blüten weisen eine Länge von 4 bis 5 Zentimeter auf und erreichen ebensolche Durchmesser. Die dunkelroten Früchte sind kugelförmig. Sie sind bis zu 3 Zentimeter lang.

## Verbreitung und Systematik
Opuntia conjungens ist in Bolivien im Departamento Tarija verbreitet.
Die Erstbeschreibung als Platyopuntia conjungens erfolgte 1980 von Friedrich Ritter. Pierre Josef Braun und Eddie Esteves Pereira stellten die Art 1995 in die Gattung Opuntia.

## Nachweise